# محتوای آب
محتوی آب مقدار آبی است که ماده‌ای مانند خاک، سنگ، سرامیک، میوه یا چوب می‌تواند در برداشته باشد. محتوی آب در بسیاری از بحث‌های علمی و مهندسی کاربرد دارد و معمولاً به صورت نسبی بیان می‌شود و مقدار آن می‌تواند از صفر (کاملاً خشک) تا به اندازهٔ پوکی ماده (در حالت اشباع) باشد همچنین می‌توان آن را به صورت حجمی و جرمی بیان داشت.

سه فاز موجود در خاک: فاز جامد یا خشک (s)، فضای خالی یا تخلخل‌ها که می‌تواند با آب یا هوا پر شود (v) و آب (w) در اینپرونده: M نشانهٔ جرم و V نشانهٔ حجم.

## تعریف
محتوی حجمی آب یا θ با بیان ریاضی به صورت زیر است:
{\displaystyle \theta ={\frac {V_{w}}{V_{T}}}}
که در این رابطه {\displaystyle V_{w}} حجم آب و {\displaystyle V_{T}=V_{s}+V_{v}=V_{s}+V_{w}+V_{a}} حجم کل است که برابر است با مجموع حجم خاک، آب و هوا.
محتوی وزنی یا جرمی آب که بر اساس جرم ماده به صورت زیر بیان می‌شود:
{\displaystyle u={\frac {m_{w}}{m_{t}}}}
در این رابطه {\displaystyle m_{w}} جرم آب و {\displaystyle m_{t}} جرم کل است (وزن هوا را صفر می‌گیریم). در مهندسی خاک و پی و دانش‌های مربوط به خاک، {\displaystyle m_{s}} خاکی که در کوره خشک شده باشد برابر با جرم کل یا {\displaystyle m_{t}} در نظر گرفته می‌شود.
در مکانیک خاک و مهندسی نفت، عبارت درجهٔ اشباع (degree of saturation) یا اشباع آب (water saturation) با نشانهٔ {\displaystyle S_{w}} به صورت زیر تعریف می‌شود:
{\displaystyle S_{w}={\frac {V_{w}}{V_{v}}}={\frac {V_{w}}{V_{T}\phi }}={\frac {\theta }{\phi }}}
که در آن {\displaystyle \phi =V_{v}/V_{T}} همان پوکی و {\displaystyle V_{v}} حجم فضاهای خالی خاک است. مقدار {\displaystyle S_{w}} می‌تواند از ۰ (خشک) تا ۱ (اشباع) تغییر کند. البته در واقعیت مقدار {\displaystyle S_{w}} هرگز به صفر یا ۱ نمی‌رسد بلکه این مقدارها تنها در مهندسی کاربرد دارند.
محتوی آب نرمال شده (normalized water content) با علامت {\displaystyle \Theta }، همچنین با نام اشباع مؤثر (effective saturation) یا {\displaystyle S_{e}} یک مقدار بی بعد است که نخستین بار از سوی فن گنوختن به صورت زیر تعریف شد:
{\displaystyle \Theta ={\frac {\theta -\theta _{r}}{\theta _{s}-\theta _{r}}}}
در رابطهٔ بالا، {\displaystyle \theta } محتوی آب حجمی و {\displaystyle \theta _{r}} محتوی آبی است که در آن گرادیان {\displaystyle d\theta /dh} برابر با صفر شود و {\displaystyle \theta _{s}} محتوی آب اشباع است که خود برابر با پوکی، {\displaystyle \phi } است.

## اندازه‌گیری

### روش مستقیم
اگر حجم مشخصی از ماده، و خشک شدهٔ آن در کوره را داشته باشیم می‌توانیم محتوی آب حجمی یا θ را به صورت زیر محاسبه کنیم using:
{\displaystyle \theta ={\frac {m_{\text{wet}}-m_{\text{dry}}}{\rho _{w}\cdot V_{b}}}}
که در آن
{\displaystyle m_{\text{wet}}} و {\displaystyle m_{\text{dry}}} جرم نمونه پیش و پس از خشک شدن در کوره‌اند؛
{\displaystyle \rho _{w}} چگالی آب؛
{\displaystyle V_{b}} حجم نمونه پیش از خشک شدن است.
برای موادی مانند زغال سنگ که با افزوده شدن آب به آن‌ها حجمشان تغییر می‌کند، محتوی آب، u بر پایهٔ جرم آب در یکای جرم نمونهٔ مرطوب بیان می‌شود:
{\displaystyle u={\frac {m_{\text{wet}}-m_{\text{dry}}}{m_{\text{wet}}}}}
البته زمین‌شناسان ترجیح دارند که محتوی آب به صورت درصدی از وزن نمونهٔ خشک بیان شود:
{\displaystyle u={\frac {m_{\text{wet}}-m_{\text{dry}}}{m_{\text{dry}}}}}
که در آن محتوی آب مورد نظر = {\displaystyle u*100\%}
برای چوب، قرارداد این است که محتوی آب برای نمونهٔ خشک شده در کوره بیان شود (نمونهٔ خشک شده یعنی نمونه‌ای که پیش تر در کوره‌ای با دمای ۱۰۵ درجهٔ سانتیگراد به مدت ۲۴ ساعت قرار داشته است.) این کار در خشک کردن چوب، نکتهٔ مهمی است که حتماً باید رعایت شود.